# Libysche Davis-Cup-Mannschaft
Die libysche Davis-Cup-Mannschaft ist die Herren-Tennisnationalmannschaft Libyens. 

## Geschichte
Zwischen 1986 und 2001 nahm Libyen dreimal am Davis Cup teil. Alle sechs Begegnungen, die die Mannschaft in den drei Saisons bestritt, wurden verloren. Zudem gelang keinem Einzelspieler und auch keinem Doppel der Gewinn einer einzelnen Partie. Mit vier Teilnahmen ist Muayed Zankouli Rekordspieler. 